# أطول يارد (فلم 1974)
أطول يارد (بالإنجليزية: The Longest Yard) هو فيلم كوميدي تم إنتاجه في الولايات المتحدة وصدر في سنة 1974. من إخراج روبرت الدريتش تأليف تريسي كينان وين الفيلم مستند إلى قصة من قبل المنتج ألبرت رودي، الفيلم يروي قصة سجناء يلعبون كرة القدم ضد حراسهم. بيرت رينولدز يلعب دور بطل الرواية، بول كرور في فيلم عام 1974، ولعب دور المدرب نيت سكاربورو في الطبعة الجديدة للفيلم عام 2005.
كما ان هذا الفيلم يعتبر الاساس لفيلم اخر تم انتاجه عام 2001 بعنوان Mean Machine، طولة فيني جونز في دور داني ميهان، ستنادا إلى شخصية بول كرو، وقصته تدور حول لعبة كرة القدم بدلا من كرة القدم الأمريكية.
ظهر راي نيتشكه أسطورة فريق غرين باي باكرز ي النسخة الاصليه عام 1974 كما فعل أسطورة موسيقى الريف جورج جونز.

## روابط خارجية
- مقالات تستعمل روابط فنية بلا صلة مع ويكي بيانات